# Ghiacciaio Hooker
Il ghiacciaio Hooker è un ghiacciaio lungo circa 14 km situato nella regione centro-occidentale della Dipendenza di Ross, nell'Antartide orientale. Il ghiacciaio, il cui punto più alto si trova a circa 2300 m s.l.m., si trova nell'entroterra della costa di Scott e ha origine dal versante sud-orientale del monte Hooker, nel versante orientale della dorsale Royal Society, da dove fluisce verso nord-est, scorrendo lungo il versante settentrionale della cresta Frostbite, parallelamente al ghiacciaio Salient, fino a unire il proprio flusso a quello del ghiacciaio Blue.

## Storia
Il ghiacciaio Hooker è stato mappato e così battezzato dai membri del reparto neozelandese della Spedizione Fuchs-Hillary, condotta dal 1956 al 1958. Il nome deriva da quello del vicino monte Hooker, a sua volta così chiamato agli inizi del Novecento in onore del botanico ed esploratore britannico Joseph Dalton Hooker.